# Luckenkogel
Luckenkogel to szczyt w grupie Granatspitzgruppe, w Wysokich Taurach we Wschodnich Alpach. Leży w Austrii w Tyrolu Wschodnim. Leży w pobliżu między innymi Muntanitz i Grauer Schimme. Ze szczytu widoczny jest Grossglockner.